# Instituto Mittag-Leffler
El Instituto Mittag-Leffler es una institución de investigación matemática situado en Djursholm, un barrio de Estocolmo. Invita a investigadores a participar en programas especializados durante periodos de seis o doce meses. Está gestionado por la Real Academia Sueca de Ciencias en representación de sociedades de investigación de todos los países estacandinavos.
El edificio principal del instituto fue la residencia original de Magnus Gustaf Mittag-Leffler, que lo donó junto con su biblioteca. Dado que la fortuna de Mittag-Leffler tras su muerte en 1927 resultó insuficiente para mantener el instituto, éste sólo comenzó a operar efectivamente en 1969 bajo el liderazgo de Lennart Carleson.
El instituto publica las revistas Acta Mathematica y Arkiv för matematik.

## Visitantes destacados
Cada año el instituto invita a los mejores matemáticos de sus campos a trabajar en temas específicos. Algunos visitantes notables han sido: Louis Billera, Sy Friedman, John B. Garnett, Roger Heath-Brown, Sigurdur Helgason, Helge Holden, Harry Kesten, Donald Knuth, George Lusztig, Paul Malliavin, Benoit Mandelbrot, Lynn Steen, André Weil, Jean-Christophe Yoccoz y Günter M. Ziegler.